# Johan Coenen
Johan Coenen (Saint-Trond, 4 de febrero de 1979) es un ciclista belga.

## Palmarés
| 2000 - La Côte Picarde 2003 - 1 etapa de la Vuelta a Baviera 2005 - Gran Premio Villa de Lillers 2006 - Boucles de l'Aulne 2008 - Beverbeek Classic | 2009 - Omloop van het Waasland 2013 - 1 etapa del Tour de Singkarak - 1 etapa del Tour de Guadalupe 2014 - 1 etapa del Tour de Guadalupe |